# Bruine huismot
De bruine huismot of zadenmot (Hofmannophila pseudospretella) is een vlinder uit de familie van de sikkelmotten (Oecophoridae). 

## Kenmerken
De vlinder heeft een spanwijdte van 15 tot 26 mm en een totale lengte tussen de 19 en 23 mm. Op de donkerbruine voorvleugel zitten drie of vier opvallende donkere vlekken. De achtervleugels zijn iets lichter, beige, van kleur.
De tot 20 mm lange rups is wit-crème geel en heeft een roodbruine kop. Het eerste borstsegment is kastanjebruin. In de eerste larvale stadia is er op de rups een matige, maar duidelijke beharing aanwezig. De rups verpopt in een 15-20 mm lange, zijden cocon.

### Verdediging
Als de zadenmot wordt verstoord loopt hij weg met de vleugels over de rug gevouwen.

## Voedsel
De rups voedt zich op dierlijk en plantaardig materiaal zoals zaden, opgeslagen producten, afval tussen vloerplanken, vogelnestmateriaal, wol, kurken, en zelfs plastic en nylon.

## Verspreiding
De bruine huismot komt voor in heel Noord-Europa. Hij is in Nederland en in België een algemene soort. In huis kan hij het hele jaar worden waargenomen, maar vooral van juni tot in augustus. Wordt zowel buiten als binnen aangetroffen. Hij heeft behoorlijk vochtige omstandigheden nodig maar is in staat om in een ruststadium over te gaan, wanneer de atmosfeer tijdelijk ongunstig is.

### Plaag
Deze soort kan een plaaginsect zijn, doordat de rups van eigenlijk alle plantaardig en dierlijk materiaal kan leven, zoals dode insecten, substraat in bijvoorbeeld vogelnesten, uitwerpselen, wol, leer, papier en dergelijke.